# Честертон (Индиана)
Честертон (англ. Chesterton) — город в округе Портер в штате Индиана в Соединённых Штатах Америки.
Согласно данным переписи населения США 2020 года число жителей города 
составляло 14 241 человек, что заметно больше, чем было во время предыдущей переписи проводившейся в 2010 году (13 068 человек).

## История
Поселение было основано в 1833 году под названием Коффи-Крик (англ. Coffee Creek), а первое отделение Почтовой службы США было открыто в 1835 году.

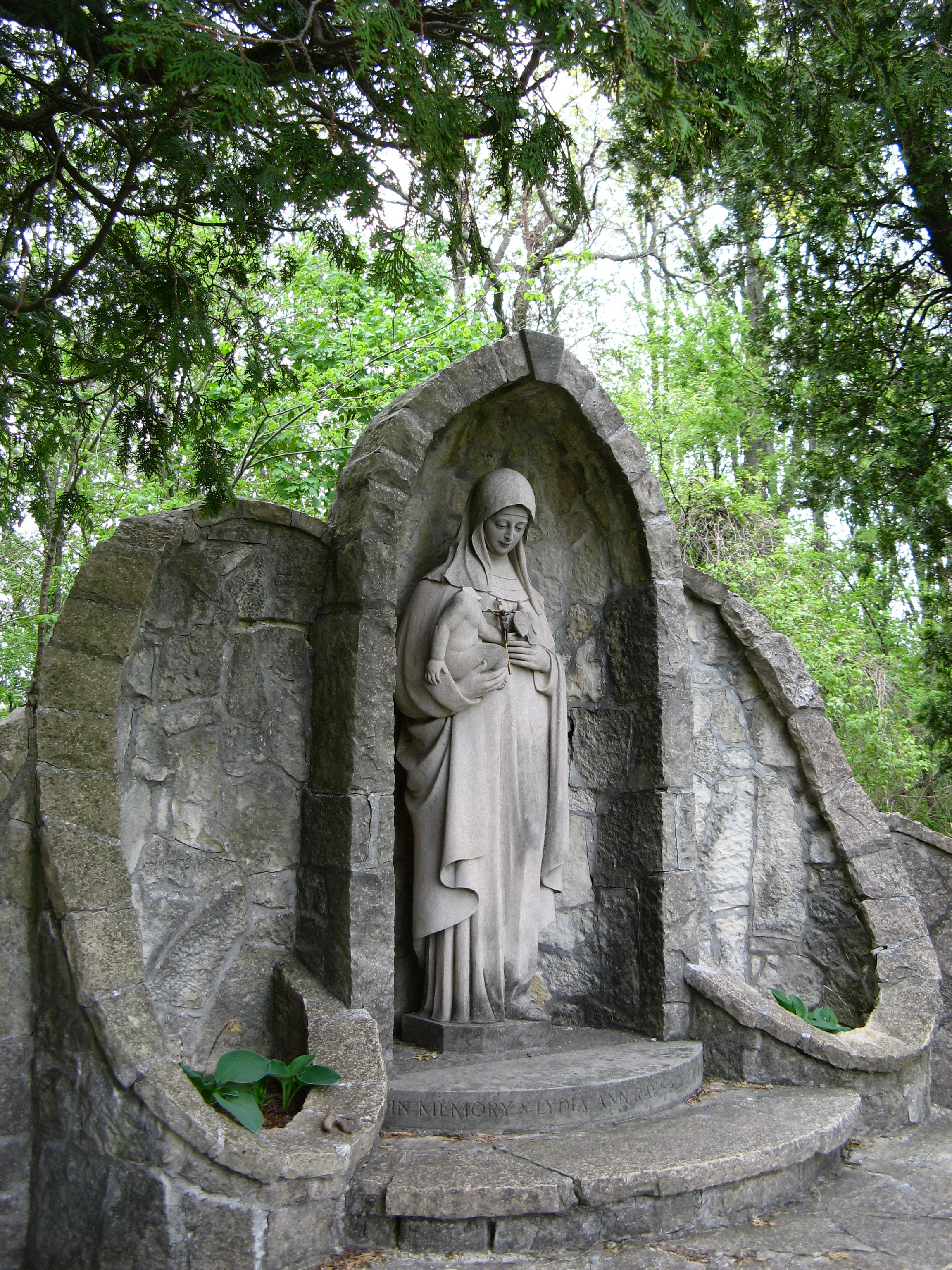
Св. Мария

Город и почтовое отделение были в 1850 году переименованы в Калумет. Когда железная дорога была продлена до этой точки в 1852 году, из-за того, что на той же железной ветке уже был город с таким названием, Калумет в 1870 году изменили на Честертон.
10 октября 1933 года недалеко от Честертона рухнули горящие обломки самолёта Boeing 247 принадлежавшего американской компании United Airlines; на котором сдетонировало взрывное устройство, находящееся в багажном отсеке. Эта катастрофа стала первым в мировой истории зафиксированным и первым доказанным террористическим актом в коммерческой авиации. Дело было закрыто в 1935 году, хотя виновник так и не был найден.
В 1962 году в городе появилась штаб-квартира компании United Tractor (позднее AJD Tractor, Inc.) по производству тракторов и тягачей для самолётов. В 2004 году производство было свёрнуто.

## География
Три города в округе Портер (Честертон, Бернс-Харбор и Портер) образуют район известный как район «Дюнеленд». Большая часть города равнинная, но если ехать на юг по автостраде № 49, то вдалеке можно увидеть морену Вальпараисо.
Согласно переписи 2010 года, общая площадь Честертона составляет 9,44 квадратных миль (24,45 км2), из которых 9,33 квадратных миль (24,16 км2 или 98,83%) приходится на сушу, а 0,11 квадратных миль (0,28 км2 или 1,17%) — на водную поверхность.